# Chromsírová směs
Chromsírová směs, známá též jako kyselina chromsírová, je látka využívaná pro čištění silně znečištěného laboratorního skla.

## Složení a příprava
Směs lze připravit dvěma způsoby:
- rozpuštěním 50 g dichromanu draselného v 35 ml vody (za horka). Po vychladnutí se dolije do 1 litru koncentrovanou kyselinou sírovou.[1] Směs se přechovává v tmavé, popřípadě alobalem obalené láhvi,
- smícháním 1 dílu 10% vodného roztoku dichromanu draselného s 1 dílem koncentrované kyseliny sírové. Někdy bývá ve směsi použito dichromanu sodného, kvůli jeho větší rozpustnosti.[2]